# Peyraud
Peyraud és un municipi francès situat al departament de l'Ardecha i a la regió d'Alvèrnia-Roine-Alps. L'any 2007 tenia 504 habitants.

## Demografia

### Població
El 2007 la població de fet de Peyraud era de 504 persones. Hi havia 200 famílies de les quals 60 eren unipersonals (36 homes vivint sols i 24 dones vivint soles), 48 parelles sense fills, 68 parelles amb fills i 24 famílies monoparentals amb fills.
La població ha evolucionat segons el següent gràfic:
Habitants censats

### Habitatges
El 2007 hi havia 237 habitatges, 205 eren l'habitatge principal de la família, 13 eren segones residències i 19 estaven desocupats. 196 eren cases i 38 eren apartaments. Dels 205 habitatges principals, 142 estaven ocupats pels seus propietaris, 57 estaven llogats i ocupats pels llogaters i 7 estaven cedits a títol gratuït; 3 tenien una cambra, 6 en tenien dues, 27 en tenien tres, 82 en tenien quatre i 88 en tenien cinc o més. 175 habitatges disposaven pel capbaix d'una plaça de pàrquing. A 82 habitatges hi havia un automòbil i a 101 n'hi havia dos o més.

### Piràmide de població
La piràmide de població per edats i sexe el 2009 era:
| Homes | Edats   | Dones |
| ----- | ------- | ----- |
| 0     | 95 o +  | 0     |
| 0     | 90 a 94 | 4     |
| 4     | 85 a 89 | 0     |
| 0     | 80 a 84 | 8     |
| 4     | 75 a 79 | 16    |
| 12    | 70 a 74 | 12    |
| 4     | 65 a 69 | 20    |
| 8     | 60 a 64 | 4     |
| 16    | 55 a 59 | 4     |
| 32    | 50 a 54 | 20    |
| 12    | 45 a 49 | 16    |
| 16    | 40 a 44 | 12    |
| 28    | 35 a 39 | 20    |
| 4     | 30 a 34 | 4     |
| 24    | 25 a 29 | 12    |
| 8     | 20 a 24 | 20    |
| 24    | 15 a 19 | 12    |
| 16    | 10 a 14 | 12    |
| 4     | 5 a 9   | 8     |
| 16    | 0 a 4   | 4     |

## Economia
El 2007 la població en edat de treballar era de 306 persones, 226 eren actives i 80 eren inactives. De les 226 persones actives 195 estaven ocupades (115 homes i 80 dones) i 31 estaven aturades (13 homes i 18 dones). De les 80 persones inactives 28 estaven jubilades, 19 estaven estudiant i 33 estaven classificades com a «altres inactius».

### Ingressos
El 2009 a Peyraud hi havia 210 unitats fiscals que integraven 527 persones, la mediana anual d'ingressos fiscals per persona era de 16.684 €.

### Activitats econòmiques
Dels 16 establiments que hi havia el 2007, 4 eren d'empreses de construcció, 2 d'empreses de comerç i reparació d'automòbils, 1 d'una empresa de transport, 2 d'empreses d'hostatgeria i restauració, 4 d'empreses de serveis, 1 d'una entitat de l'administració pública i 2 d'empreses classificades com a «altres activitats de serveis».
Dels 6 establiments de servei als particulars que hi havia el 2009, 1 era un paleta, 1 electricista, 2 perruqueries i 2 restaurants.
L'any 2000 a Peyraud hi havia 15 explotacions agrícoles que ocupaven un total de 144 hectàrees.

## Equipaments sanitaris i escolars
El 2009 hi havia una escola elemental.

## Poblacions més properes
El següent diagrama mostra les poblacions més properes.